# عبد الله الخيال
عبد الله الخيال هو سفير للسعودية في الولايات المتحدة، وشغل المنصب لمدة عشر سنوات وذلك خلال الفترة من 1374 هـ وحتى 1382هـ، وعمل في فترة الرئيس الأمريكي جون كيندي الذي اغتيل في عام 1963م في مدينة دالاس.